# Robert C. O'Brien
Robert Charles O'Brien Jr., född 18 juni 1966 i Los Angeles i Kalifornien, är en amerikansk jurist som tjänstgjort som nationell säkerhetsrådgivare till USA:s president Donald Trump. Som Trumps fjärde säkerhetsrådgivare var han delaktig i bland annat förhandlingen av Abraham-avtalen, dödandet av den iranske generalen Qasem Soleimani, och hanteringen av Covid-19-pandemin. Han var en stark kritiker av Kina. Efter presidentskiftet startade han en konsultfirma med inriktning på internationell politik, USA:s regering, och krishantering.
O'Brien har en filosofie kandidat i politisk vetenskap från University of California, Los Angeles, och har tagit juristexamen vid UC Berkeley School of Law. Han är gift och har tre barn.